# Lily Aldridge

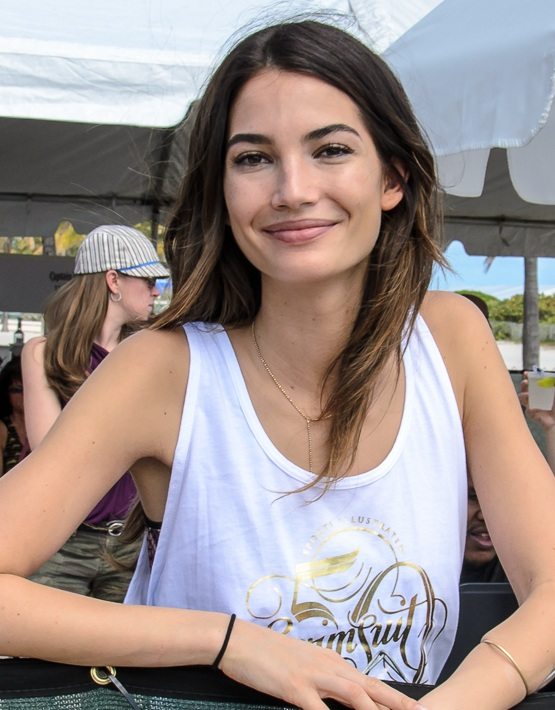
Lily Aldridge (2014)

Lily Maud Aldridge (* 15. November 1985 in Los Angeles, Kalifornien) ist ein US-amerikanisches Model.

## Leben
Sie wurde als Tochter des englischen Künstlers Alan Aldridge und des ehemaligen Playmates Laura Lyons geboren. Sie ist die Halbschwester von Saffron Aldridge und auch ihre Schwester Ruby Aldridge modelt. Ihr Halbbruder Miles Aldridge ist ein berühmter Modefotograf.
Aldridge war bereits mit siebzehn Jahren auf der spanischen Ausgabe der Vogue abgebildet. Danach war sie in Glamour, der Cosmopolitan, Teen Vogue und Elle Girl zu sehen. Sie war im August 2006 auf der Frontseite der Zeitschrift Amica, im Februar 2011 auf der Titelseite der britischen Ausgabe des Gentlemen’s Quarterly (GQ) und im März 2011 auf der Frontseite der spanischen Ausgabe des Gentlemen’s Quarterly, sowie im Mai 2011 auf der Titelseite der chinesischen und im Juli 2011 auch der rumänischen Ausgabe von GQ zu sehen. Ab 2007 begann sie für Victoria’s Secret zu modeln und ist seit 2010 einer der "Engel" von Victoria’s Secret.
Im Jahr 2014 war sie auf dem Cover der 50-jährigen Jubiläumsausgabe der Sports Illustrated Swimsuit Issue mit Chrissy Teigen und Nina Agdal zu sehen.
Privat ist Lily Aldridge seit 2007 mit dem Sänger der Band Kings of Leon, Caleb Followill, liiert. Das Paar heiratete im Mai 2011 im kalifornischen Montecito im kleinen Kreis. Am 21. Juni 2012 kam in Nashville ihre Tochter zur Welt. Im Januar 2019 kam der gemeinsame Sohn zur Welt.

## Filmografie
Gemeinsam mit Model-Kollegin Martha Hunt tritt Lily Aldridge als Gastdarstellerin in einer Folge der Fernsehserie 2 Broke Girls auf:
- 2014: 2 Broke Girls (Fernsehserie, Episode 4x06)
- 2018: Ocean’s 8 (Cameo)

### Musikvideos
- 2000: Limp Bizkit – Break Stuff (2:36)
- 2015: Bad Blood (aus Taylor Swifts Album 1989) (Frostbyte)